# Saison 2025-2026 de l'Union sportive dacquoise
La saison 2025-2026 de l'Union sportive dacquoise est la dix-septième saison du club landais en seconde division professionnelle du championnat de France, la troisième depuis son retour dans l'antichambre de l'élite française du rugby à XV.
L'équipe évolue cette saison de Pro D2 sous les directives des membres de l'encadrement technique Vincent Etcheto, Thomas Synaeghel, Olivier August et Félix Le Bourhis, ainsi que sous la supervision du président Benjamin Gufflet.

## Avant-saison

### Objectifs du club
Alors que la saison est marquée par un renouvellement de l'encadrement technique, le maintien parmi les clubs de la deuxième division de l'élite française est annoncé comme objectif sportif par le nouveau manager.

### Transferts estivaux
La composition de l'encadrement technique est quasi-entièrement remaniée lors de l'intersaison. Dans un premier temps, Marc Dal Maso choisit de mettre fin à sa mission auprès de la mêlée dacquoise pour raisons médicales incompatibles avec le rythme d'un club professionnel. Celle du manager Jean-Frédéric Dubois et de ses adjoints Hervé Durquety et Éric Artiguste n'est par la suite pas reconduite, malgré leur contrat encore une actif cette saison ; le premier fait l'objet d'un licenciement pour « faute grave », sous motif de « divergences internes importantes » avec les instances du club,. La nouvelle équipe se compose – sous des intitulés de poste non précisés – de Vincent Etcheto en tant qu'entraîneur principal, de Thomas Synaeghel et Olivier August auprès des avants, de Félix Le Bourhis aux lignes arrières, ainsi que de Tim Jaubert en tant que préparateur physique ; le premier paraphe un contrat de deux années plus une optionnelle.
En amont de la fin de la saison précédente, le club officialise le départ de dix joueurs, comprenant les deux mouvements déjà actés plus tôt vers des formations de Top 14 : Louis Mary donne dès le mois de septembre son accord à l'Union Bordeaux Bègles, tandis que le prêt de Noah Nene prend fin et que son retour au Stade français Paris est acté. L'ex-joker médical Viliame Tutuvuli reste pour sa part en Pro D2, s'engageant avec l'US Carcassonne tout juste promue. Guillaume Bouche et Kito Falatea rejoignent des clubs de Nationale, respectivement le SO Chambéry et le CA Périgueux, tandis que Mattieu Bidau et Jean Despiau intègrent une formation de Nationale 2, le Stade langonnais et l'US Salles. Simon Garrouteigt continue sa carrière en division amateur, au sein de l'AS Soustons tout juste promue en Fédérale 1. Les autres joueurs partants sont Alexandre Pilati et Théo Trémeau.
En préparation de la saison 2025-2026, le club acte très tôt la prolongation de plusieurs joueurs, dont certaines dès le mois de septembre 2024. Jean-Baptiste Singer, Benjamin Puntous, Nephi Leatigaga, Maxime Oltmann, Sam Wasley, Hugo Fourquet, Brice Ferrer, Paul Ravier, David Lolohea, Diogo Hasse Ferreira, Étienne Loiret et Louis Barrère signent une extension de deux saisons, tandis que Jean-Baptiste Barrère est reconduit pour une saison plus une optionnelle, Genesis Mamea Lemalu pour une seule. Romuald Séguy est quant à lui prolongé pour trois nouvelles saisons. Plusieurs membres du centre de formation intègrent quant à eux l'effectif professionnel : Paul Laperne signe un contrat de trois saisons, Bastien Daguerre entre sous statut professionnel comme paraphé plus tôt, tandis que Raphaël Laboille, Diego Miranda et Jope Naseara les imitent.
La première recrue officialisée, en fin de saison 2024-2025, est l'ailier Naïm Ben Alla, signant pour deux années en provenance du groupe espoirs du Stade toulousain, après un prêt en Nationale sous les couleurs de l'US Carcassonne. Une fois la compétition terminée et les départs actés, le club se met à la recherche de plusieurs profils afin de compléter son effectif : un pilier droit, un deuxième ligne, un centre et un joueur polyvalent ailier et arrière. Thomas Crețu, pilier franco-roumain en fin de contrat avec le Stade français après avoir évolué en prêt sous les couleurs du SC Albi en Nationale, et Jekope Sovau, centre fidjien treiziste évoluant en Australie avec les Wests Tigers, signent tous les deux pour deux saisons,. L'officialisation de l'effectif acte la venue de Duacake Vulainabuwaha, ailier fidjien. Une dernière signature complète plus tardivement l'effectif avec l'arrivée de Charlie Matthews, deuxième ligne anglais en provenance du Biarritz olympique pour une saison. Parmi les contacts avancés, les profils du pilier Martin Villar, du deuxième ligne Maël Perrin, des troisièmes ligne Alban Placines et Bobby Bissu, et du centre Apisai Naqalevu – ancien joueur de l'USD – ne sont pas retenus ou concrétisés.
Le groupe « élite » du centre de formation enregistre plusieurs arrivées. Le deuxième ligne Mathys Vigeon, le troisième ligne Malo Hannoyer et le demi de mêlée Tom Dourthe sont promus depuis les équipes de jeunes. Depuis l'extérieur, le demi d'ouverture Martin Bonhoure du CA Périgueux et 
le troisième ligne Julien Laveran du Saint-Jean-de-Luz olympique intègrent l'effectif dacquois.

### Préparation de la saison
La reprise de l'entraînement pour les joueurs rouge et blanc est arrêtée le 1er juillet ; aucun stage de pré-saison n'est organisé cette saison.
Le calendrier de la saison 2025-2026 est dévoilé par la Ligue nationale de rugby le 10 juillet. L'US Dax débute ainsi le championnat sur le terrain du Valence Romans DR avant d'accueillir le CA Brive au stade Maurice-Boyau ; le derby landais se joue début fin novembre à domicile, puis mi-avril sur le terrain de Mont-de-Marsan.
Parmi les matchs amicaux, elle se déplace chez le Stade montois.

## Saison régulière

### Détail des matchs officiels
L'US Dax dispute 30 rencontres officielles durant la saison, participant au championnat de 2e division.

### Classement et statistiques
Le classement est marqué par des retraits de points en amont  de la saison, modifiant le classement entre les équipes de manière extérieure aux résultats sportifs.
Le 19 mai 2025, le Biarritz olympique est rétrogradé en Nationale « au constat de sa situation financière dégradée et des incertitudes sur la continuité d’exploitation » et sanctionné d'un retrait de trois points en raison « d'incohérence et/ou invraisemblance du budget » et pour « non-respect des dispositions règlementaires et décisions de la CCCP et/ou du Conseil de discipline du rugby français », ayant pour effet la révocation du sursis de trois points de la procédure déjà en cours, soit un retrait total de six points. Le 20 juin, la sanction de relégation est annulée en appel, et le retrait de points réduit à trois points, révoquant l'ancienne sanction de trois points.
Le 6 juin 2025, l'US Dax est sanctionnée d'un retrait de cinq points fermes et quatre en sursis en raison « d'incohérence et/ou invraisemblance du budget » et pour « non-respect des dispositions règlementaires et décisions de la CCCP et/ou du Conseil de discipline du rugby français »,.

## Joueurs et encadrement technique

### Encadrement technique
L'équipe est entraînée cette saison par Vincent Etcheto, Thomas Synaeghel, Olivier August et Félix Le Bourhis, sous des intitulés de poste non officialisés.

### Effectif professionnel
Au lancement de la saison 2025-2026, l'US Dax totalise un nombre de 38 joueurs sous contrat professionnel,. 33 d'entre eux étaient présents dans le groupe lors de la saison précédente.
| Nom                   | Poste            | Date de naissance | Nationalité sportive | Statut international | Club précédent           | Arrivée au club | Fin de contrat | Formé au club |
| --------------------- | ---------------- | ----------------- | -------------------- | -------------------- | ------------------------ | --------------- | -------------- | ------------- |
| Dino Casadeï          | Pilier           | 1er novembre 2000 | France               | -                    | Stade montois            | 2024            | 2026           | -             |
| Thomas Crețu          | Pilier           | 5 mars 2002       | Roumanie             | Roumanie             | Stade français           | 2025            | 2027           | -             |
| Thibaud Dréan         | Pilier           | 6 janvier 1992    | France               | -                    | US Carcassonne           | 2019            | 2026           | oui           |
| Diogo Hasse Ferreira  | Pilier           | 17 octobre 1996   | Portugal             | Portugal             | Stade dijonnais          | 2021            | 2027           | -             |
| Raphaël Laboille      | Pilier           | 21 décembre 2004  | France               | -                    | US Tyrosse               | 2022            | -              | oui           |
| Nephi Leatigaga       | Pilier           | 5 décembre 1993   | Samoa                | Samoa                | Waratahs                 | 2023            | 2027           | -             |
| David Lolohea         | Pilier           | 26 février 1992   | Tonga                | Tonga                | Provence Rugby           | 2023            | 2027           | -             |
| Louis Barrère         | Talonneur        | 5 février 2001    | France               | -                    | Section paloise          | 2022            | 2027           | oui           |
| Iban Hiriart-Urruty   | Talonneur        | 13 mai 1993       | France               | -                    | Saint-Jean-de-Luz olymp. | 2023            | 2026           | -             |
| Paul Laperne          | Talonneur        | 6 septembre 2003  | France               | -                    | Biarritz olympique       | 2023            | 2028           | oui           |
| Lucas Guillaume       | Deuxième ligne   | 14 avril 1991     | Espagne              | Espagne              | SC Albi                  | 2024            | 2026           | -             |
| Étienne Loiret        | Deuxième ligne   | 30 juin 1996      | France               | -                    | Aviron bayonnais         | 2018            | 2027           | -             |
| Alexandre Manukula    | Deuxième ligne   | 5 août 1996       | France               | -                    | Colomiers Rugby          | 2024            | 2027           | -             |
| Charlie Matthews      | Deuxième ligne   | 26 juillet 1991   | Angleterre           | -                    | Biarritz olympique       | 2025            | 2026           | -             |
| Jean-Baptiste Singer  | Deuxième ligne   | 19 décembre 1994  | France               | -                    | Stade aurillacois        | 2023            | 2027           | -             |
| Arnaud Aletti         | Troisième ligne  | 25 janvier 1996   | France               | -                    | RC Aubenas               | 2019            | 2027           | -             |
| Paul Ausset           | Troisième ligne  | 19 juin 1999      | France               | -                    | Stade toulousain         | 2022            | 2026           | -             |
| Jean-Baptiste Barrère | Troisième ligne  | 15 décembre 1989  | France               | -                    | AS Béziers               | 2023            | 2026 (2027)    | -             |
| Brice Ferrer          | Troisième ligne  | 12 avril 1994     | Espagne              | Espagne              | SO Chambéry              | 2018            | 2027           | -             |
| Genesis Mamea Lemalu  | Troisième ligne  | 22 septembre 1988 | Samoa                | Samoa                | USA Perpignan            | 2023            | 2026           | -             |
| Ratu Nacika           | Troisième ligne  | 11 février 1997   | Fidji                | -                    | RC Tao                   | 2023            | 2027           | -             |
| Sam Wasley            | Troisième ligne  | 11 juillet 1995   | Nouvelle-Zélande     | -                    | Real Ciencias RC         | 2023            | 2027           | -             |
| Paul Ravier           | Demi de mêlée    | 28 novembre 1996  | France               | -                    | Blagnac Rugby            | 2023            | 2027           | -             |
| Sylvère Reteau        | Demi de mêlée    | 6 novembre 1997   | France               | -                    | -                        | 2002            | 2027           | oui           |
| Hugo Cerisier         | Demi d'ouverture | 8 juillet 1998    | France               | -                    | CA Périgueux             | 2016            | 2027           | oui           |
| Romuald Séguy         | Demi d'ouverture | 5 février 1996    | France               | -                    | Colomiers Rugby          | 2023            | 2026           | -             |
| Bastien Daguerre      | Centre           | 14 août 2002      | France               | -                    | Soyaux Angoulême XV      | 2023            | 2027           | oui           |
| Hugo Fourquet         | Centre           | 15 avril 2002     | France               | -                    | Aviron bayonnais         | 2022            | 2027           | -             |
| Benjamin Puntous      | Centre           | 17 septembre 1999 | France               | -                    | US Montauban             | 2023            | 2027           | oui           |
| Jekope Sovau          | Centre           | -                 | Fidji                | -                    | -                        | 2025            | 2027           | -             |
| Jale Vatubua          | Centre           | 30 août 1991      | Fidji                | Fidji                | Section paloise          | 2024            | 2026           | -             |
| Naïm Ben Alla         | Ailier           | 19 décembre 2003  | France               | -                    | Stade toulousain         | 2025            | 2027           | -             |
| Diego Miranda         | Ailier           | 18 mars 2004      | France               | -                    | Union Bordeaux Bègles    | 2024            | -              | oui           |
| Maxime Oltmann        | Ailier           | 28 décembre 1995  | Allemagne            | Allemagne            | Stado Tarbes PR          | 2023            | 2027           | -             |
| Jope Naseara          | Ailier           | 11 décembre 2002  | Fidji                | -                    | Mahurangi RFC            | 2023            | 2027           | oui           |
| Duacake Vulainabuwaha | Ailier           | -                 | Fidji                | -                    |                          | 2025            | -              | -             |
| Théo Duprat           | Arrière          | 25 juin 2000      | France               | -                    | Stade montois            | 2022            | 2026           | oui           |
| Théo Gatelier         | Arrière          | 31 mars 1998      | France               | -                    | US Mugron                | 2017            | 2027           | oui           |

### Joueurs du centre de formation
La classe 2025-2026 du centre de formation compte huit pensionnaires sous statut « élite » dont six nouveaux stagiaires.
| Nom             | Poste            | Date de naissance | Nationalité sportive | Statut international | Club précédent           | Arrivée au club | Fin de contrat | Formé au club |
| --------------- | ---------------- | ----------------- | -------------------- | -------------------- | ------------------------ | --------------- | -------------- | ------------- |
| Mathys Vigeon   | Pilier           | -                 | France               | -                    | SC Tulle                 | 2023            | -              | oui           |
| Amine Maalla    | Deuxième ligne   | 26 mars 2003      | France               | -                    | Union Bordeaux Bègles    | 2024            | 2026           | oui           |
| Malo Hannoyer   | Troisième ligne  | -                 | France               | -                    | Stade bordelais          | 2023            | -              | oui           |
| Julien Laveran  | Troisième ligne  | 10 janvier 2004   | France               | -                    | Saint-Jean-de-Luz olymp. | 2025            | -              | -             |
| Tom Dourthe     | Demi de mêlée    | -                 | France               | -                    | RC Pouillon Labatut      | 2022            | -              | oui           |
| Martin Bonhoure | Demi d'ouverture | -                 | France               | -                    | CA Périgueux             | 2025            | -              | -             |
| Mathys Pardies  | Demi d'ouverture | -                 | France               | -                    | US Tyrosse               | 2023            | -              | oui           |
| Louis Couget    | Ailier           | -                 | France               | -                    | Aviron bayonnais         | 2024            | -              | oui           |

### Joueurs en sélection nationale
Le Portugais Diogo Hasse Ferreira est sélectionné au mois de juillet dans le cadre du match estival de l'équipe nationale du Portugal,, titularisé à domicile le 12 juillet contre l'Irlande au stade national du Jamor de Oeiras.
Le Roumain Thomas Crețu est sélectionné au mois de juillet dans le cadre de la tournée estivale de l'équipe nationale de Roumanie en Amérique du Sud. Il affronte le Chili le 5 juillet au stade national de Santiago (remplaçant, défaite 40 à 16,), l'Uruguay le 12 au stade Charrúa de Montevideo (titulaire, défaite 70 à 8,) puis « Argentine XV », l'équipe réserve de l'Argentine, le 18 à San Isidro (remplaçant, défaite 52 à 14,).

## Aspects juridiques et économiques

### Structure juridique et organigramme
En 2025-2026, l'équipe professionnelle est gérée par la SASP US Dax rugby Landes, entreprise déclarée le 3 juillet 1998 et présidée depuis le 1er juillet 2023 par Benjamin Gufflet. La SASP est liée par le biais d'une convention à l'association loi de 1901 US Dax rugby, déclarée le 31 juillet 1997, structure qui regroupe le centre de formation et les équipes amateurs.

### Tenues, équipementiers et sponsors
L'US Dax est équipée par la marque italienne Macron, dans le cadre d'un contrat avec Sport'R, distributeur officiel de l'équipementier dans le Sud-Ouest de la France dont le siège est à Pau.
Le sponsor principal est la station thermale les Thermes Saubusse, reconduisant son partenariat initié la saison précédente à partir du mois de février 2025.

## Affluence et couverture médiatique

### Affluence au stade
Affluence approximative à domicile (stade Maurice-Boyau)

### Retransmissions télévisées
À partir de la saison 2020-2021 et jusqu'en 2026-2027, les droits télévisuels de la Pro D2 sont attribués en exclusivité au groupe Canal+, ; ils sont reconduits en 2024 pour la période 2027-2028 à 2030-2031 plus une saison optionnelle,.
Les rencontres de chaque journée sont partagées entre les différents canaux du groupe. Le match d'ouverture est retransmis par Canal+ Sport le jeudi en première partie de soirée à 21 h, ainsi que deux autres matchs le vendredi en avant-soirée et première partie de soirée, à 19 h et 21 h. L'ensemble des autres matchs non-décalés du vendredi soir, à 19 h 30, sont proposés sur Canal+ Live,.
Suivant cette grille de diffusion, l'ensemble des matchs de l'US Dax est retransmis en direct.

## Extra-sportif

### Stade
À l'intersaison 2025, les deux tribunes du stade Maurice-Boyau sont rebaptisées : la tribune « honneur » originale devient la tribune Adour tandis que la récente tribune « présidentielle » devient la tribune 1904,.